# NGC 6513
NGC 6513 ist eine 13,5 mag helle linsenförmige Galaxie vom Hubble-Typ SB0 im Sternbild Herkules am Nordsternhimmel. Sie ist schätzungsweise 273 Millionen Lichtjahre von der Milchstraße entfernt und hat einen Durchmesser von etwa 95.000 Lichtjahren.
Das Objekt wurde am 7. August 1864 von Albert Marth entdeckt.